# Niederbüren
Niederbüren (toponimo tedesco) è un comune svizzero di 1 519 abitanti del Canton San Gallo, nel distretto di Wil.